# Tour della nazionale maschile di rugby a 15 dell'Italia 1999
Nel giugno 1999 la nazionale italiana di rugby si recò in tour in Sudafrica in preparazione alla Coppa del Mondo in programma ad ottobre.
La squadra azzurra si avvicinò alla tournée in piena crisi: dilaniata da faide interne, da problemi economici relativi ai premi, ma, soprattutto, dall'invecchiamento di molti giocatori non sostituiti da un degno ricambio generazionale; inoltre, il CT francese Georges Coste aveva già annunciato che avrebbe lasciato la panchina dell'Italia dopo il Mondiale, rinunciando ad un rinnovo a cui avrebbe avuto diritto. La conseguenza fu che la nazionale subì rovesci clamorosi.
All'esordio, nel primo incontro ufficioso con la formazione South Western District, Giovanelli e compagni subirono la prima sconfitta per 10-47, netta, come quella nel primo test match di Port Elizabeth contro la nazionale sudafricana, che terminò con un passivo di 71 punti. Non andò meglio nel secondo match contro Boland, dove gli Azzurri replicarono la prestazione dei George, perdendo 17-45. Esemplare fu la sconfitta nel secondo test di Durban contro il Sudafrica, che terminò 0-101 in favore degli Springboks, ancora oggi la peggiore sconfitta mai subita nella storia della nazionale italiana di rugby; soltanto l'epilogo di un tour costituito da sole pesanti sconfitte.

## Risultati

### Itest match
| Arbitro: | Andrew Cole |

| |      |               |
| Teichmann 3’ Bomme 22’ Paulse 33’, 42’, 64’ tecnica 57’ du Toit 59’, 70’ Fleck 71’ Montgomery 75’ Terblanche 80’ | mt   |               |
| du Toit 22’, 33’, 42’, 57’, 59’, 70’, 75’, 80’                                                                   | tr   |               |
| du Toit 17’ | c.p. | 10’ Mazzariol |

| Arbitro: | Andrew Cole |

| |    |  |
| Drotské 2’ v. Hoesslin 8’, 18’ Terblanche 15’, 37’, 47’, 53’, 70’ Montgomery 40’+4’ Vos 44’ Fleck 51’ Kayser 58’, 77’, 78’ Marais 80’ | mt |  |
| du Toit 2’, 8’, 15’, 18’, 37’, 44’, 51’, 53’, 58’ v. Straaten 58’, 70’, 77’, 78’, 80’                                                 | tr |  |

### Gli altri incontri
| Arbitro: | Jonathan Kaplan |

|                                                                         |      |               |
| Jubert 9’, 58’, 80’+5’ du Toit 31’ Lubbe 54’ Vorster 65’ tecnica 80’+3’ | mt   | 44’ Mazzariol |
| O’Neill 9’, 54’, 58’, 80’+3’                                            | tr   | 44’ Mazzariol |
|                                                                         | c.p. | 18’ Mazzariol |

| Arbitro: | Tappe Henning |

|                                                                    |      |                     |
| Daniels 2’ Daniels 7’, 38’, 43’ Whiston 14’ Malherbe 24’ Bosch 74’ | mt   | 31’, 78’ Bergamasco |
| Malherbe 14’, 24’, 38’, 43’, 74’                                   | tr   | 31’, 78’ Pavin      |
|                                                                    | c.p. | 5’ Pavin            |